# Clarence Albert Ives
Clarence Albert Ives (* 17. Juli 1869 in Vernon, Louisiana; † 6. September 1966 in Baton Rouge, Louisiana) war ein US-amerikanischer Pädagoge, und Hochschullehrer.

## Leben
Clarence Albert Ives, zweitjüngstes von zehn Kindern des Superintendenten Christopher Edwin Ives (1821–1892) und dessen aus Milledgeville im Bundesstaat Georgia stammenden Ehefrau Martha Meade Bonner (1828–1912), schrieb sich nach dem Besuch von Privatschulen in Vernon und Ruston an der Louisiana State University im Fach Latein ein. Clarence Albert Ives, der dort zusätzlich einen wissenschaftlichen Kurs absolvierte, erhielt 1893  einen Bachelor of Science. 1923 verlieh ihm seine Alma Mater den Grad eines Master of Arts.
Clarence Albert Ives, Angehöriger der Methodist Episcopal Church heiratete am 19. Juli 1898 Jessie Bond (1870–1941). Dieser Verbindung entstammte der renommierte Ingenieur Clarence Albert Ives junior (1899–1970). Clarence Albert Ives, der im Park Boulevard in Baton Rouge residierte, verstarb im Spätsommer 1966 im hohen Alter von 97 Jahren. Er wurde auf dem Roselawn Memorial Park and Mausoleum beigesetzt.

### Beruflicher Werdegang
Nachdem Clarence Albert Ives ab 1888 als Lehrer und Principal in Louisiana eingesetzt war, trat er nach dem Bachelor-Abschluss die Stelle des Principal an der High School in Shiloh im Bundesstaat Illinois an.  Im Folgejahr wechselte er als Instructor an die Louisiana State University. Ives nahm ab dem Folgejahr wieder Aufgaben als Lehrer sowie Principal in Louisiana wahr, bevor er 1912 zum Mitglied des State Department of Education gewählt wurde, dort übernahm er die Position des State Conductor of Teachers' Institutes, 1914 erfolgte seine Beförderung zum State High School Inspector. Ives wechselte 1923 als Professor of Education und  Dean of the Teachers' College an die Louisiana State University, 1945 wurde er emeritiert.
Clarence Albert Ives, Director der Baton Rouge Building & Loan Association, Mitglied der National Education Association, der Louisiana State Teachers Association, der American Association of University Professors, der Southern Association of Colleges and Secondary Schools (dort übte er von 1936 bis 1938 das Amt des Präsidenten aus), der Phi Delta Kappa sowie der Sigma Nu, trat im Besonderen als Verfasser bedeutender pädagogischer Abhandlungen hervor.

## Publikationen
- The high school history recitation, Baton Rouge, 1917
- Suggestions to high school teachers and principals on thorough work, mental arithmetic, attendance, overcrowding, marking students, teaching of literature, Baton Rouge, 1919
- A comparison of the 7-4 and 8-4 plans of school organization in certain schools of Arkansas, Mississippi and Louisiana, Baton Rouge, 1923
- Handbook in curriculum development for Louisiana schools, Louisiana State University, Teachers college, Baton Rouge, La., 1936
- Teacher training at Louisiana State University. [Radio address delivered Sept. 18, 1939], Louisiana State University, University, La., 1939
- Some suggestions in the interest of education in Louisiana, Baton Rouge, 1944
- Notes on Vernon, formerly the parish seat of Jackson Parish, Louisiana, Baton Rouge, 1960
- As I remember, Baton Rouge, 1962
- Can America recapture Americanism?, Baton Rouge, 1962
- zusammen mit Rodney Cline: Essays on public issues, 1961 to 1966, Baton Rouge, 1966